# Semiopera
Semiopera is een mengvorm tussen opera en toneel, met andere woorden een opera waarin ook gesproken dialoog voorkomt.
De term semiopera is een uitvinding van Roger North, die hiermee een vorm van muziektheater poogde te omschrijven die met name in de late 17de eeuw in Engeland populair was. De semiopera is in feite geëvolueerd uit de masque: een zang- en dansspektakel dat gedurende de 17de eeuw de standaard vormde op het Engelse toneel, maar dat rond 1660, met de Restauratie, concurrentie kreeg van de opera.
De continentale norm was dat een opera volledig gezongen werd, ook in de verbindingsstukken, vandaar het recitatief. Het Engelse publiek uit die tijd was dit echter niet gewend: normaliter werd een lied (het woord aria was in Engeland nog niet in gebruik) afgewisseld met dramatische dialoog, zodat het verhaal zich vlot kon ontrollen. Koning Charles II, een groot voorstander van de Italiaanse muziek, bevorderde echter zo veel mogelijk de 'zuiderse' stijl, en vanaf 1660 begon men op de Engelse bühne geleidelijk aan volwaardige opera's te zien. Het duurde echter nog tot de vroege 18de eeuw vooraleer de opera, zoals men die tegenwoordig ook nog kent, ingeburgerd geraakte, en – grotendeels door de invloed van Händel, die naar Londen was verhuisd – de Engelse muziekscene met opera's naar Italiaans model overspoeld werd.
Teneinde het veeleer conservatieve Engelse publiek niet te verliezen, componeerden schrijvers en componisten uit de late 17de eeuw derhalve vaak in een compromisvorm, die men later semiopera is gaan noemen. De belangrijke dramatische actie werd gezongen, terwijl omzeggens het 'opvulsel' zoals voorheen gesproken werd. De belangrijkste werken in het genre zijn die van Purcell, die tussen 1690 en 1695 vijf semiopera's componeerde.